# Велики прасак
У физичкој космологији, Велики прасак представља научну теорију о пореклу универзума као о ширењу простора и материје, који је у почетку био бесконачно мали простор бесконачно великог притиска и топлоте у неком коначном времену у прошлости. Сама идеја је настала из посматрања која указују на то да црвени помак галаксија (Хаблов закон) показује да се галаксије удаљавају једне од других, што наводи на тврдњу да су галаксије биле некад међусобно много ближе него данас. Сам термин „Велики прасак“ се користи и у ужем смислу да укаже на тачку у времену када је посматрано ширење универзума почело (Хаблов закон) - отприлике пре око 13,7 милијарди година (1 E17 s|13.7 × 109) - и у ширем смислу да укаже на преовладавајућу космолошку парадигму која треба да објасни порекло и еволуцију космоса. Једна од последица Великог праска је та да физички закони који данас владају у универзуму се разликују од оних из прошлости или оних из будућности. Из овог модела, Џорџ Гамов је 1948. године успео да предвиди постојање космичког позадинског микроталасног зрачења (КПМ). КПМ је откривено 1960-их и служило као потврда теорије Великог праска над главним ривалом, теоријом мирног стања.
Велики прасак је првобитно предложио римокатолички свештеник и физичар Жорж Леметр 1927. године. Различити космолошки модели Великог праска објашњавају еволуцију видљивог универзума од најранијих познатих периода кроз његов каснији облик великих размера. Ови модели нуде свеобухватно објашњење за широк спектар посматраних феномена, укључујући обиље светлосних елемената, космичко микроталасно позадинско (CMB) зрачење и структуру великих размера. Свеукупна униформност Универзума, позната као проблем равности, објашњава се космичком инфлацијом: наглим и веома брзим ширењем простора током најранијих тренутака. Међутим, физици тренутно недостаје широко прихваћена теорија квантне гравитације која може успешно да моделује најраније услове Великог праска.
Пресудно је да су ови модели компатибилни са Хабл-Леметровим законом – запажањем да што је галаксија удаљенија, то се брже удаљава од Земље. Екстраполирајући ову космичку експанзију уназад у времену користећи познате законе физике, модели описују све концентрованији космос којем претходи сингуларитет у коме простор и време губе значење (обично назван „сингуларитет Великог праска“). Године 1964, откривено је космичко микроталасно позадинско зрачење, што је уверило многе космологе да је конкурентски модел космичке еволуције у стабилном стању неодржив, пошто модели Великог праска предвиђају једнообразно позадинско зрачење узроковано високим температурама и густинама у далекој прошлости. Широк спектар емпиријских доказа снажно подржава догађај Великог праска, који је сада у суштини универзално прихваћен. Детаљна мерења брзине ширења свемира постављају сингуларитет Великог праска на пре 13,787±0,020 милијарди година, што се сматра старошћу универзума.
Остају аспекти посматраног универзума који још нису адекватно објашњени моделима Великог праска. Након свог почетног ширења, универзум се довољно охладио да омогући формирање субатомских честица, а касније и атома. Неједнака количина материје и антиматерије која је омогућила да се то догоди је необјашњиви ефекат познат као барионска асиметрија. Ови примордијални елементи — углавном водоник, са нешто хелијума и литијума — касније су се спојили кроз гравитацију, формирајући ране звезде и галаксије. Астрономи уочавају гравитационе ефекте непознате тамне материје која окружује галаксије. Сматра се да је већина гравитационог потенцијала у универзуму у овом облику, а модели Великог праска и различита запажања показују да овај вишак гравитационог потенцијала не ствара барионска материја, као што су нормални атоми. Мерења црвених помака супернова показују да се ширење универзума убрзава, што је запажање које се приписује необјашњивом феномену познатом као тамна енергија.

## Карактеристике модела
Модели Великог праска нуде свеобухватно објашњење за широк спектар посматраних феномена, укључујући обиље светлосних елемената, CMB, структуру великих размера и Хаблов закон. Модели зависе од две главне претпоставке: универзалности физичких закона и космолошког принципа. Универзалност физичких закона је један од основних принципа теорије релативности. Космолошки принцип налаже да је у великим размерама универзум хомоген и изотропан — појављује се исто у свим правцима без обзира на локацију.
Ове идеје су у почетку узете као постулати, али су касније уложени напори да се тестира свака од њих. На пример, прва претпоставка је тестирана опсервацијама које показују да је највеће могуће одступање константе фине структуре током већег дела старости универзума реда 10−5. Такође, општа теорија релативности је прошла строге тестове на скали Сунчевог система и бинарних звезда.
Свемир великих размера изгледа изотропно гледано са Земље. Ако је заиста изотропан, космолошки принцип се може извести из једноставнијег Коперниканског принципа, који каже да не постоји преферирани (или посебан) посматрач или тачка посматрања. У том циљу, космолошки принцип је потврђен на нивоу од 10−5 посматрањем температуре CMB. На скали CMB хоризонта, универзум је измерен као хомоген са горњом границом реда од 10% нехомогености, према подацима из 1995. године.

### Хоризонти
Важна карактеристика простор-времена Великог праска је присуство хоризоната честица. Пошто универзум има ограничену старост, а светлост путује коначном брзином, у прошлости могу постојати догађаји чија светлост још није стигла до Земље. Ово поставља границу или хоризонт прошлости најудаљенијим објектима који се могу посматрати. Насупрот томе, пошто се простор шири, и удаљенији објекти се све брже повлаче, светлост коју данас емитујемо можда никада неће „сустићи” веома удаљене објекте. Ово дефинише хоризонт будућности, који ограничава догађаје у будућности на које ћемо моћи да утичемо. Присуство било које врсте хоризонта зависи од детаља FLRW модела који описује наш универзум.
Наше разумевање универзума уназад до веома раних времена сугерише да постоји хоризонт прошлости, иако је у пракси наш поглед такође ограничен непрозирношћу универзума у раним временима. Дакле, наш поглед се не може продужити даље уназад у времену, иако се хоризонт повлачи у простору. Ако ширење универзума настави да се убрзава, постоји и хоризонт будућности.

### Термализација
Неки процеси у раном универзуму одвијали су се сувише споро, у поређењу са брзином ширења универзума, да би достигли приближну термодинамичку равнотежу. Други су били довољно брзи да достигну термализацију. Параметар који се обично користи за откривање да ли је процес у врло раном универзуму достигао топлотну равнотежу је однос између брзине процеса (обично стопа судара између честица) и Хабловог параметра. Што је тај однос већи, то су честице више времена морале да се термализују пре него што постале превише удаљене једна од друге.

## Мотивација и развој
Теорија великог праска се развила из посматрања структуре свемира и из теоријског разматрања. Године 1912. Весто Слипер је измерио први Доплеров померај "спиралне маглине" (спирална маглина је застарео назив за спиралне галаксије), а убрзо су је открио да се готово све такве маглине удаљавају од Земље. Он није схватио космолошке импликације ове чињенице, и заиста у то време било је врло контроверзно да ли су ове маглине „острвски свемири“ изван Млечног пута. Десет година касније, руски космолог и математичар Александар Фридман је извео Фридманову једначину из једначина опште релативности Алберта Ајнштајна, која је показивала да се свемир шири за разлику од статичког модела свемира који је заговарао Ајнштајн у то време. Године 1924. Хаблова мерење велике удаљености до најближе спиралне маглине је показало да су ови системи били заиста друге галаксије. Независно од Фридмана, белгијски физичар и римокатолички свештеник Жорж Леметр је такође извео Фирдманове једначине и предложио закључак да је разлог за удаљавање маглина ширење свемира.
Године 1931. Леметр је отишао корак даље и предложио да евидентно ширење свемира, ако се пројектује назад у прошлост, значи да би се свемир био све мање како се иде назад у прошлост, све до неког коначног тренутка у прошлости, када је маса целог свемира била сконцентрисана у једну тачку, „исконски атом“, где су и када настали простор и време.
Почевши од 1924, Хабл је мукотрпно развио низ индикатора удаљености, претече скале удаљености у астрономији, користећи 2500 mилиметарски телескоп Хукер у опсерваторији Маунт Вилсон. Ово му је омогућило да процени удаљености до галаксија чију су црвени помаци већ били измерени. Године 1929, Хабл је открио везу између удаљености и брзине удаљавања, данас познату под именом Хаблов закон. Леметр је већ раније показао да је то очекивано, с обзиром на космолошки принцип.
Током 1930-их предлагане су и друге идеје као нестандардне космологије да објасне Хаблова запажања, међу којима је био Милнов модел, осцилаторни свемир (првобитно предложио Фридман, али су га заговарали Алберт Ајнштајн и Ричард Толман) хипотеза о уморној светлости Фрица Цвикија.
После Другог светског рата, појавиле су се две различите могућности. Једна је била модел стабилног стања Фреда Хојла, у ком би се нова материја стварала ако би се чинило да се свемир шири. По овом моделу, свемир је приближно исти у сваком тренутку. Други идеја је била Леметрова теорија великог праска, који је заступао и даље развијао Џорџ Гамов, који је увео првобитну нуклеосинтезу (BBN) и чији су сарадници, Ралф Алфер и Роберт Херман, предвидели космичко позадинско микроталасно зрачење. На крају, докази прикупљени псоматрањем свемира, као што су бројање вангалактичких радио извора и откриће квазара, су почели да фаворизују теорију великог праска у односу на модел мирног стања. Откриће и потврда космичког позадинског микроталасног зрачења 1964. учврстили су модел великог праска као најбољу теорију о пореклу и еволуцији свемира. Већи део текућег рада у космологији укључује разумевање како настају галаксије у контексту великог праска, разумевање физике свемира далеко у његову прошлост, као и усклађивањем запажања са основном теоријом.
Огромне кораке у моделу великог праска су учињени од касних 1990-их година као резултат великих достигнућа у развоју телескопа, као и анализу обилних података добијених од сателита, као што су мисије COBE, свемирски телескоп Хабл и WMAP Космолози сада имају прилично прецизна и тачна мерења многих параметара модела Великог праска, па су начинили неочекивано откриће по ком се чини да се ширење свемира убрзава.

## Преглед

### Хронологија
Екстраполација ширења свемира уназад коришћењем опште релативности даје бесконачну густину и температуру у коначном временском тренутку у прошлости. Овај сингуларитет означава прекид опште релативности. Колико близу можемо екстраполирати ка сингуларитету је тема расправа - сигурно се не може ближе него од краја Планкове епохе. Овај сингуларитет се понекад назива „велики прасак“, али се овај израз може употребити и на рану, врућу фазу, што се може сматрати „рођењем“ свемира. Према мерењима ширења супернове типа Ia, мерењима температурних флуктуација у космичком микроталасном зрачењу, и мерењем корелационе функције галаксија, израчуната је старост свемира на 13,75 ± 0,11 милијарди година. Подударање ова три независна мерења снажно подржава Λ модел који у детаље описује садржај свемира.
Најраније фазе великог праска су предмет многих нагађања. У најчешћим моделима, свемир је био напуњен хомогено и изотропно са невероватно великом густином енергије и огромним температурама и притисцима и врло брзо се ширио и хладио. Након приближно 10−37 секунди по експлозији, фазна транзиција је изазвала космичку инфлацију, током које је свемир растао експоненцијално. Након што је инфлација престала, свемир се састојао од кварковско-глуонске плазме, као и од других елементарних честица. Температуре су биле толико високе да се неуређено кретање честица одвијало релативистичким брзинама, а парови честица-античестица свих врста су били стално стварани и уништавани у сударима. У неком тренутку нека непозната реакција названа бариогенеза је нарушила закон очувања барионског броја, доводећи до врло малог вишка кваркова и лептона над антикварковима и антилептонима, реда 1:30.000.000. Ово је довело до доминације материје над антиматеријом у данашњем свемиру.
Свемир је наставио да се шири, а његова температура да расте, па се типична енергија сваке честице смањивала. Транзиционе фазе ломљења симетрије су поставиле основне интеракције физике и параметре елементарних честица у њихов садашњи облик. Након неких 10−11 секунди, догађај је постао мање спекулативан, пошто су енергије честица пале на вредност које се могу достићи у експериментима физике честица. Након 10−6 секунди, кваркови и глуони су се комбиновали да образују барионе као што су протони и неутрони. Мали вишак кваркова над антикваркова је довео до малог вишка бариона над антибарионима. Температура сада више није била довољно висока да се образују нови парови протона-антипротона (исто тако за неутроне-антинеутроне), па је одмах уследила анихилација масе, остављајући само један на сваких 1010 првобитних протона и неутрона и ниједну њихову античестицу. Сличан процес се десио након једне секунде електронима и позитронима. После ових анихилација, преостали протони, неутрони и електрони се више нису кретали релативистичким брзинама, а енергетском густином свемира су доминирали фотони (уз малу примесу неутрина).
Пар минута после ширења, када је температура била око милијарду келвина, а густина једнака густини ваздуха, неутрони су се комбиновали са протонима и образовали језгра деутеријума и хелијума у процесу који се назива првобитна нуклеосинтеза. Већина протона је остала некомбинована у виду језгра водоника. Како се универзум хладио, преостала густина масене енергије материје је почела да гравитационо доминира над зрачењем фотона.

## Пре Планковог времена
Великим праском назива се догађај стварања свемира. Важно је разумети да Велики прасак није експлозија у „средишту свемира“ (свемир нема средиште!) већ сам догађај стварања простора, времена, материје и енергије. Свемир се након Великог праска почео ширити и шири се и данас. Са ширењем простора, материја се разређивала, свемир се хладио и мењао: од хомогене „супе“ врућих, нама данас углавном непознатих честица, до данашњег хладног свемира са милијардама галаксија.
Сам тренутак стварања и кратак период од 10−44 секунди након стварања још увек су изван домашаја науке. Наиме, Ајнштајнова општа теорија релативности, једина опште прихваћена теорија простора и времена, не функционише за системе мање од Планкове удаљености (10−35 метара) и за догађаје који трају краће од Планковог времена (10−44 секунди). Унутар Планковог времена ни простор ни време више немају исто значење као у свакодневном животу. Ту би границу требало да сруши квантна теорија гравитације, која још увек није развијена. Овај почетни период свемира зове се „епоха квантне гравитације“.

## Кратка историја свемира
Свемир можемо поделити у неколико епоха. Иза епохе квантне гравитације, следе редом епоха великог уједињења, епоха електрослабе силе (кварковска епоха), лептонска епоха, фотонска епоха, епоха у којој свемир постаје прозиран и епоха формирања галаксија након које наступа садашња фаза развоја свемира.
Епоха великог уједињења наставља се на епоху квантне гравитације, у тренутку када је свемир имао температуру од 1032 K. Око 10−38 секунди након наставка свемира, при температури од 1029 K, темељна међуделовања - јако, слабо и електромагнетско - могла су бити уједињена. Флуктуације у вакууму узрокују убрзану експанзију, инфлацију. Свемир је у 10−34 секунди нарастао од 10−15 m до величине десет милијуна промера сунчевог система. У овој епохи настаје мала асиметрија између материје и антиматерије, које ће се касније углавном поништити, док ће мали вишак материје створити данашњи свемир. Овај се процес зове бариогенеза.
У епохи електрослабе силе (кварковска епоха), при температури од 1027 K и старости свемира од 10−34 s, јако међуделовање се почиње одвајати од преостала два која заједно чине електрослабу силу. Кваркови и антикваркови се међусобни поништавају, а споменута асиметрија одговорна је за постојање материје у свемиру.
Лептонска епоха почиње при старости свемира од 10-10 секунди и при температури од 1015 K. У овој се епохи раздвајају електромагнетска и слаба сила. При старости свемира од око 10−5 с стварају се протони и неутрони. На температури испод 1011 К протони се убрајају у „материју“ док се скоро 2000 пута лакши електрони понашају као зрачење, па, уз неутрина, доприносе термичкој равнотежи. Протони и неутрони слободно прелазе једни у друге. То престаје кад се свемир охлади до температуре од 1011 K, nакон чега превладава прелазак из тежих неутрона у лакше протоне, при чему се енергија ослобађа. Након успоставе равнотеже између процеса преласка протона у неутроне и обрнуто, 38% нуклеона (неутрона и протона) су неутрони, а 62% протони.
Око 1 секунду након настанка свемира, при температури од 1010 K, настаје фотонска епоха. Термичка равнотежа се више не одржава неутринима, а истовремено се велики број протона и електрона анихилира и прелази у фотоне.
Три минута након Великог праска, при температури од 109 K стварају се језгра атома деутерија - деутрони, након чега настају језгра елемената тежих од водоника, углавном хелијума. Овај процес се назива првотна нуклеосинтеза.
Око 300 000 година након Великог праска, при температури од 3000 K, свемир постаје прозиран. Електрони се с протонима вежу у водоникове атоме, који су електрични неутрални, па свемир постаје прозиран за фотоне. Светлост која нам долази са „рубова“ свемира кренула је на свој пут према нама у време задњих распршења фотона на 3000 K. Ову је светлост прикупио сателит COBE (Cosmic Background Explorer), а касније и WMAP (Wilkinson Microwave Anisotropy Probe). Ово је зрачење, услед ширења свемира, до данас охлађено на 2.7 K и представља космичко микроталасно позадинско зрачење које су 1964. године открили Арно Пензијас и Роберт Вилсоn.
Милијарду година након Великог праска, почиње епоха формирања галаксија, температура је пала на 18 K. Почетне нехомогености, иако врло мале, проузроковале су током милијарде година групирање материје у накупине - претече протогалаксија. Од најгушћих подручја настају прве звезде, од којих оне најмасивније врло брзо експлодирају као супернове. Свемир се наставља хладити све до данашње температуре од 2.7 K.
У језгрима звезда које су настале од језгара водоника и хелијума, стварају се тежа атомска језгра. Угљеник, кисеоник, азот и гвожђе створени нуклеосинтезом у звездама, распршују се свемиром експлозијама супернова, чинећи основу за звезде нове генерације.

## Докази
Космичко микроталасно позадинско зрачење, Хаблов закон, количина и локација лаких елемената, радио-галаксије и квазари разлози су зашто већина космолога данас прихваћа теорију Великог праска, а не супарничку теорију сталног стања.

### Космичко микроталасно позадинско зрачење
Засигурно најјачи доказ теорије Великог праска је космичко микроталасно позадинско зрачење (енгл. Cosmic Microwave Background Radiation, CMBR). То је дифузно изотропно зрачење чији спектар одговара спектру зрачења црног тела при температури од 2.73 K. Спектар зрачења се налази у микроталасном делу спектра, ван оптичког прозора, па га је могуће детектовати само радио-телескопима. Сматра се да ово зрачење представља охлађено зрачење заостало из времена раног свемира.
Откриће CMBR је врло важно јер јер се уклапа у теорију Џорџа Гамова по којој су хемијски елементи створени у првих 5 минута након Великог праска. Он је тврдио да би првобитно зрачење из тог времена још увек требало испуњавати свемир, те да би, услед ширења свемира, требало бити охлађено на око 5 K.
Када је зрачење откривено, показало се да је изотропно, из чега је закључено да потиче из дубоког свемира. Наиме, свако зрачења настало у близини Сунца или у нашој галаксији не би било сферно симетрично, тј. његов би интензитет варирао зависно о смеру. Друго важно својство CMBR је спектар зрачења који одговара спектру зрачења црног тела.

### Хaблов закон
Едвин Хабл открио је 1929. пропорционалност између удаљености поједине галаксије и брзине којом се она удаљава од нас. Та се пропорционалност назива Хублов закон. Ова пропорционалност наводи на закључак да је свим галаксијама требало подједнако времена за помак од почетне позиције до данашњег положаја. Свемир је, дакле, једном био сажет у точку и од тада се шири.

### Односи лаких елемената
Нуклеосинтеза великог праска (енгл. Big Bang Nucleosyntesis, BBN) је део теорије Великог праска који објашњава односе количине различитих лаких елемената у свемиру. У тренуцима након Великог праска, свемир је био врућа мешавина разних врста честица. Како се свемир хладио, барионске честице, као што су електрони, протони и неутрони, почеле су се везивати у атоме, већином водоника и хелијума. Теорија BBN не само успешно предвиђа да су водоник и хелијум доминантни елементи у свемиру, него предвиђа и њихов међусобни однос.
Деутеријум је стабилни, нерадиоактивни изотоп водоника, а његово језгро се састоји од једног протона и једног неутрона. Атомска маса му је 2.104. Ова је честица изузетно „крхка“ - познато је да не настаје у нуклеарним реакцијама у језгрима звезда, већ се тамо само разара. Деутеријум је могуће пронаћи само у међузвезданој материји која још није прошла кроз циклус живота неке звезде. Присуство деутеријума је још један доказ да су лаки елементи настали након Великог праска.

### Квазари и радио-галаксије
Радио-галаксије и квазари такође су један од јаких доказа теорије Великог праска. Радио-галаксије су галаксије које су изузетно светле у радио делу спектра. Код већине откривених радио-галаксија утврђена је јака емисија радио-таласа из подручја у близини средишта галаксије, а често се јавља и радио-светли хало. Откривени радио-таласи су врло често јако поларизовани, што су астрономи протумачили као радио-емисију електрона врло великих енергија, који се крећу брзинама блиским брзини светлости. Сматра се да је узрок томе нека врло драматична појава при чему се ослобађа енергија еквивалентна оној која се ослобађа анихилацијом десетак милиона звезда.
Откривено је да се јачи извори налазе на већим удаљеностима од слабијих. Гледајући све дубље у свемир уједно гледамо све даље у прошлост, па горње откриће указује на еволуцију радио-галаксија од јачих према слабијим изворима. Управо се теорија Великог праска, за разлику од конкурентних теорија, заснива на идеји еволуције свемира.
Године 1963. астроном Мартин Шмит открио је два објекта (3C 273 и 3C 48) на космолошким удаљеностима од =0.16 и z=0.37, што значи да се удаљавају од нас брзинама једнаким 15% и 31% брзине светлости. Ови су објекти названи квазарима (енгл. quasar, quazi-stellar object, QSO).
Квазари су вангалактички објекти који су изузетно светли с обзиром на њихову величину и удаљеност - сматра се да је емисија електро-магнетског зрачења квазара од стотину до хиљаду пута већа него што је то случај код просечне галаксије. У телескопима изгледају као тачке, па одатле и назив квазари (квази-стеларни објекти). До данас их је откривено неколико хиљада, неки од њих и у скуповима галаксија. Иако природа квазара и њихова улога у еволуцији свемира није до краја јасна, данас се сматра да су квазари најсветлији тип активних галактичких језгара из раних фаза еволуције галаксија, те да се заиста налазе на њиховим космолошким удаљеностима. Квазари су најдаљи и интринсично најсветлији објекти које можемо видети.

## Проблеми и сродна питања у физици
Као ни све друге научне теорије, ни теорија великог праска није непогрешива ни свеобухватна. Низ мистерија и проблема настао је као резултат развоја модела Великог праска. Неке од ових мистерија и проблема су решене. Иако горе споменути докази подржавају теорију, неке непознанице још увек постоје. Четири су основна проблема везана уз ову теорију: недостатак антиматерије, формирање галаксија, будућност свемира те услови "пре" Великог праска. Проблем хоризонта, проблем магнетног монопола и проблем равности најчешће се решавају теоријом инфлације, али детаљи инфлаторног универзума су и даље нерешени и многи, укључујући и неке осниваче теорије, кажу да је оповргнута.

### Мањак антиматерије у свемиру
Физичар Карл Андерсон (Калифорнијски технолошки институт) открио је 1932. године нову врсту честице - позитрон. Позитрон је античестица електрону. То је био први случај открића антиматерије у лабораторији. Ако постоји обиље честица и античестица на врло високој температури процеси анихилације и настајања нових парова честица и античестица ће бити у равнотежи. С падом температуре опада и енергија зрачења, а тиме и брзина стварања нових честица. Анихилација се наставља све док се не истроше све честице или античестице. Проблем с којим се данашња космологија сусреће је недостатак античестица. Земља садржи врло мало, готово ништа, антиматерије. Сателити послати у орбиту око Земље скенирали су свемир с истим резултатима. Није познато објашњење за ову неравнотежу између материје и антиматерије. Неравнотежа је морала постојати пре раздобља материје. Неколико је могућих разлога за то: или је свемир започео са вишком материје, или је антиматерија одвојена у неки други део свемира, или (највероватније) је неки непознати процес створио вишак материје.
Генерално се претпоставља да је када је универзум био млад и веома врућ да је био у статистичкој равнотежи и да је садржао једнак број бариона и антибариона. Међутим, запажања сугеришу да је универзум, укључујући његове најудаљеније делове, скоро у потпуности направљен од нормалне материје, а не од антиматерије. Претпоставља се да процес који се назива бариогенеза објашњава асиметрију. Да би дошло до бариогенезе, Сахаровљеви услови морају бити задовољени. Они захтевају да барионски број није очуван, да су Ц-симетрија и ЦП-симетрија нарушене и да универзум излази из термодинамичке равнотеже. Сви ови услови се јављају у Стандардном моделу, али ефекти нису довољно јаки да објасне садашњу барионску асиметрију.

### Формирање галаксија у кратком времену
Процес формирања галаксија је уско везан уз процес стварања атома који се догодио око 500 000 година након Великог праска. Пре стварања атома, континуирано сударање фотона и честица у раној плазми стварало је притисак који је спречавао окупљање материје у веће накупине. Након стварања атома свемир постаје прозиран за зрачење те оно више не распршује материју. Гравитација напокон долази од изражаја те се атоми почињу скупљати у све веће и веће конгломерације. Процес почиње са два атома који се случајно нађу у близини те се, због гравитације, још више приближе. Таква мала накупина својом нараслом гравитацијском силом постаје узроком ланчаног процеса који на крају води до формирања галаксија и скупова галаксија.
Проблем је у томе што за довршење тог процеса није довољно ових 10-15 милијарди година на колико се процењује старост свемира. Поред тога, ако накупина атома у неком времену не успе да досегне одређену критичну масу, ширење свемира ће однети околну материју изван њеног досега и тако зауставити процес. Једино могуће објашњење ове загонетке је постојање неког непознатог процеса који би створио накупине материје пре ере стварања атома. За сада нам није познат ниједан такав процес.

### Ширење свемира
Хоће ли се свемир заувек ширити или ће се након неког времена почети сажимати? Одговор на ово питање зависи од масе свемира, што је тешко проценити с обзиром да сва маса није видљива.

### Време непосредно пре Великог праска
У научним оквирима немогуће је тачно одговорити на ово питање. Великим праском настали су простор и време какве познајемо: не можемо сазнати што се догађало „пре“ тога.

### Тамна енергија
Мерења односа црвеног помака и магнитуде за супернове типа Ia показују да се ширење универзума убрзава откако је универзум био око половине његове садашње старости. Да би се објаснило ово убрзање, општа теорија релативности захтева да се већи део енергије у универзуму састоји од компоненте са великим негативним притиском, назване „тамна енергија“.
Тамна енергија, иако спекулативна, решава бројне проблеме. Мерења космичке микроталасне позадине показују да је универзум у великој мери скоро просторно раван, и стога према општој релативности универзум мора имати скоро тачно критичну густину масе/енергије. Међутим густина масе универзума се може мерити из његовог гравитационог груписања, и утврђено је да има само око 30% критичне густине. Пошто теорија сугерише да се тамна енергија не групише на уобичајен начин, то је најбоље објашњење за „недостајућу“ густину енергије. Тамна енергија такође помаже да се објасне две геометријске мере свеукупне закривљености универзума, једна која користи фреквенцију гравитационих сочива, а друга користи карактеристични образац структуре великих размера као космички лењир.
Верује се да је негативан притисак својство енергије вакуума, али тачна природа и постојање тамне енергије остаје једна од великих мистерија Великог праска. Резултати WMAP тима из 2008. су у складу са свемиром који се састоји од 73% тамне енергије, 23% тамне материје, 4,6% регуларне материје и мање од 1% неутрина. Према теорији, густина енергије у материји опада са ширењем универзума, али густина тамне енергије остаје константна (или скоро таква) како се универзум шири. Према томе, материја је чинила већи део укупне енергије свемира у прошлости него данас, али ће њен делимични допринос пасти у далекој будућности како тамна енергија постане још доминантнија.
Компоненту тамне енергије универзума су теоретичари објаснили користећи различите конкурентске теорије, укључујући Ајнштајнову космолошку константу, али и преоширујући се на егзотичније облике квинтесенције или друге модификоване гравитационе схеме. Проблем космолошке константе, који се понекад назива и „најсрамнијим проблемом у физици“, произилази из очигледног неслагања између измерене густине енергије тамне енергије и оне која се наивно предвиђа из Планкових јединица.

### Тамна материја
Током 1970-их и 1980-их, разна запажања су показала да у универзуму нема довољно видљиве материје која би објаснила привидну снагу гравитационих сила унутар и између галаксија. Ово је довело до идеје да је до 90% материје у универзуму тамна материја која не емитује светлост нити је у интеракцији са нормалном барионском материјом. Поред тога, претпоставка да је универзум углавном нормална материја довела је до предвиђања која су била у великој мери у супротности са запажањима. Конкретно, данашњи универзум је много квргавији и садржи много мање деутеријума него што се може објаснити без тамне материје. Док је тамна материја одувек била контроверзна, о томе се закључује на основу различитих запажања: анизотропије у CMB, дисперзије брзина галактичких јата, дистрибуције структуре великих размера, студија гравитационог сочива и рендгенских мерења јата галаксија.
Индиректни докази за тамну материју потичу од њеног гравитационог утицаја на другу материју, пошто у лабораторијама нису примећене честице тамне материје. Предложени су многи кандидати за физику честица тамне материје, а неколико пројеката за њихово директно откривање је у току.
Поред тога, постоје нерешени проблеми повезани са тренутно фаворизованим моделом хладне тамне материје, који укључују проблем патуљасте галаксије и проблем сингуларног ореола. Предложене су алтернативне теорије које не захтевају велику количину недетектоване материје, већ уместо тога модификују законе гравитације које су установили Њутн и Ајнштајн; ипак ниједна алтернативна теорија није била тако успешна као предлог хладне тамне материје у објашњавању свих постојећих запажања.

### Магнетски монополи
Приговор на магнетни монопол изнет је током касних 1970-их. Велике уједињене теорије (GUT) су предвиделе тополошке дефекте у простору који би се манифестовали као магнетни монополи. Ови објекти би се ефикасно производили у врелом раном универзуму, што би резултирало много већом густином него што је у складу са запажањима, с обзиром да нису пронађени монополи. Овај проблем је решен космичком инфлацијом, која уклања све тачкасте дефекте из видљивог универзума, на исти начин на који доводи геометрију до равности.

### Проблем равности
Проблем равности (такође познат као проблем старости) је опсервациони проблем повезан са FLRW. Свемир може имати позитивну, негативну или нулту просторну закривљеност у зависности од укупне густине енергије. Закривљеност је негативна ако је њена густина мања од критичне густине; позитивна ако је већа; и нула на критичној густини, у ком случају се каже да је простор раван. Запажања показују да је свемир у складу са равни.
Проблем је у томе што свако мало одступање од критичне густине расте са временом, а ипак свемир данас остаје веома близу равног. С обзиром да би природни временски оквир за одлазак од равности могао бити Планково време, 10−43 секунде, Чињеница да универзум није достигао ни топлотну смрт, ни Велико сажимање после милијарди година захтева објашњење. На пример, чак и у релативно касној старости од неколико минута (времена нуклеосинтезе), густина универзума је морала бити унутар једног дела у 1014 од своје критичне вредности, иначе не би постојала као што је данас.

### Проблем хоризонта
Проблем хоризонта произлази из премисе да информације не могу путовати брже од светлости. У свемиру коначне старости ово поставља границу – хоризонт честица – за раздвајање било које две области простора које су у каузалном контакту. Уочена изотропија CMB-а је проблематична у овом погледу: да је свемиром доминирала радијација или материја све време до епохе последњег расејања, хоризонт честица у то време би кореспондирао са око 2 степена на небу. Тада не би постојао механизам који би проузроковао да шири региони имају исту температуру.‍:191–202
Решење за ову очигледну недоследност нуди теорија инфлације у којој хомогено и изотропно скаларно енергетско поље доминира свемиром у неком веома раном периоду (пре бариогенезе). Током инфлације, универзум пролази кроз експоненцијално ширење, а хоризонт честица се шири много брже него што се раније претпостављало, тако да су региони који се тренутно налазе на супротним странама видљивог свемира потпуно унутар међусобног хоризонта честица. Уочена изотропија CMB-а онда следи из чињенице да је овај већи регион био у каузалном контакту пре почетка инфлације.‍:180–186
Хајзенбергов принцип неодређености предвиђа да ће током инфлаторне фазе доћи до квантних топлотних флуктуација, које би биле увећане до космичких размера. Ове флуктуације су послужиле као семе за све тренутне структуре у универзуму.‍:207 Инфлација предвиђа да су примордијалне флуктуације скоро инваријантне и гаусовске, што је потврђено мерењима CMB.‍:sec 6
Проблем повезан са класичним проблемом хоризонта се јавља зато што у већини стандардних космолошких модела инфлације, инфлација престаје много пре него што дође до нарушавања електрослабе симетрије, тако да инфлација не би требало да буде у стању да спречи велике дисконтинуитете у електрослабом вакууму пошто су удаљени делови видљивог универзума били узрочно-последично одвојени када се окончала електрослаба епоха.

## Заблуде
Једна од уобичајених заблуда о моделу Великог праска је да он у потпуности објашњава порекло универзума. Међутим, модел Великог праска не описује како су узроковани енергија, време и простор, већ описује настанак садашњег универзума из ултра густог и високотемпературног почетног стања. Погрешно је визуализовати Велики прасак упоређујући његову величину са свакодневним објектима. Када се описује величина универзума у Великом праску, то се односи на величину свемира који се може посматрати, а не на цео универзум.
Још једна уобичајена заблуда је да се Велики прасак мора схватити као ширење простора, а не у смислу експлодирања садржаја простора. У ствари, било који опис може бити тачан. Проширење простора (подразумевано FLRW метриком) је само математичка конвенција, која одговара избору координата у простор-времену. Не постоји генерално коваријантни смисао у коме се простор шири.
Брзине рецесије повезане са Хабловим законом нису брзине у релативистичком смислу (на пример, нису повезане са просторним компонентама 4-брзине). Стога није значајно што се према Хабловом закону галаксије које су даље од Хаблове удаљености повлаче брже од брзине светлости. Такве брзине рецесије не одговарају путовању бржим од светлости.
Многи популарни извештаји приписују космолошки црвени помак ширењу свемира. Ово може бити погрешно, јер је проширење простора само координатни избор. Најприродније тумачење космолошког црвеног помака је да је то Доплеров помак.

## Импликације
С обзиром на тренутно разумевање, научне екстраполације о будућности универзума су могуће само за ограничено трајање, иако за много дуже периоде од садашње старости универзума. Све изван тога постаје све спекулативније. Исто тако, у овом тренутку, правилно разумевање порекла универзума може бити само предмет нагађања.

### Космологија периода пре Великог праска
Велики прасак објашњава еволуцију универзума од почетне густине и температуре које су далеко изнад људске способности да их реплицира, тако да су екстраполације на најекстремније услове и најранија времена нужно спекулативније. Леметр је ово почетно стање назвао „првобитним атомом“, док је Гамов тај материјал назвао „илем“. Како је настало почетно стање универзума је још увек отворено питање, али модел Великог праска ограничава неке од његових карактеристика. На пример, специфични закони природе су највероватније настали на случајан начин, али као што показују модели инфлације, неке њихове комбинације су много вероватније. Равни универзум подразумева равнотежу између гравитационе потенцијалне енергије и других облика енергије, не захтевајући стварање додатне енергије.
Теорија Великог праска, изграђена на једначинама класичне опште релативности, указује на сингуларност у пореклу космичког времена, а таква бесконачна густина енергије може бити физички немогућа. Међутим, физичке теорије опште релативности и квантне механике како су тренутно реализоване нису примењиве пре Планкове епохе, и исправљање овога захтеваће развој исправног третмана квантне гравитације. Одређени третмани квантне гравитације, као што је Вилер-ДеВитова једначина, имплицирају да би време само по себи могло бити својство појављивања. Као таква, физика може закључити да време није постојало пре Великог праска.
Иако се не зна шта је могло да претходи врућем густом стању раног универзума или како и зашто је настало, па чак ни да ли су таква питања разумна, постоји обиље спекулација на тему „космогоније“.
Неки спекулативни предлози у овом погледу, од којих сваки подразумева непроверене хипотезе, су:
- Најједноставнији модели, у којима је Велики прасак изазван квантним флуктуацијама. Тај сценарио је имао врло мале шансе да се деси, али ће се, по тоталитарном принципу, на крају догодити и најневероватнији догађај. То се догодило тренутно, у нашој перспективи, због одсуства перципираног времена пре Великог праска.[76][77][78][79]
- Модели емергентног свемира, који карактеришу ниску активност прошло-вечне ере пре Великог праска, који подсећају на древне идеје космичког јајета и рођења света из примордијалног хаоса.
- Модели у којима је читав простор-време коначан, укључујући Хартл-Хокингов безгранични услов. За ове случајеве, Велики прасак заиста представља ограничење времена, али без сингуларности.[80] У таквом случају, универзум је самодовољан.[81]
- Бране космолошки модели, у којима је инфлација последица кретања брана у теорији струна; модел пре Великог праска; екпиротски модел, у коме је Велики прасак резултат судара између брана; и циклични модел, варијанта екпиротског модела у коме се судари јављају периодично. У последњем моделу, Великом праску је претходило Велико саживање и универзум кружи од једног процеса до другог.[82][83][84][85]
- Вечна инфлација, у којој се универзална инфлација завршава локално ту и тамо на насумичан начин, а свака крајња тачка води до универзума мехурића, који се шири од сопственог великог праска.[86][87]

Предлози у последње две категорије виде Велики прасак као догађај у много већем и старијем универзуму или у мултиверзуму.

### Ултиматна судбина свемира
Пре концепта тамне енергије, космолози су разматрали два сценарија за будућност универзума. Када би густина масе универзума била већа од критичне густине, тада би универзум достигао максималну величину и онда почео да се урушава. Поново би постајао све гушћи и топлији, завршавајући се стањем сличним оном у којем је и почео — Великом сажимању.
Алтернативно, ако је густина у универзуму једнака или испод критичне густине, ширење би се успорило, али никада не би престало. Формирање звезда би престало са потрошњом међузвезданог гаса у свакој галаксији; звезде би изгореле, остављајући беле патуљке, неутронске звезде и црне рупе. Судари између њих би резултирали гомилањем масе у све веће и веће црне рупе. Просечна температура универзума би се врло постепено асимптотски приближавала апсолутној нули — Великом замрзавању. Штавише, ако су протони нестабилни, онда би барионска материја нестала, остављајући само зрачење и црне рупе. На крају, црне рупе би испариле емитујући Хокингово зрачење. Ентропија универзума би се повећала до тачке у којој се из њега не би могао извући никакав организовани облик енергије, сценарио познат као топлотна смрт.
Савремена запажања убрзаног ширења имплицирају да ће све више и више тренутно видљивог универзума проћи изван нашег хоризонта догађаја и ван контакта са нама. Коначан резултат није познат. ΛCDM модел универзума садржи тамну енергију у облику космолошке константе. Ова теорија сугерише да ће само гравитационо повезани системи, као што су галаксије, остати заједно, и да ће и они бити подложни топлотној смрти како се универзум шири и хлади. Друга објашњења тамне енергије, која се називају теорије фантомске енергије, сугеришу да ће на крају галактичка јата, звезде, планете, атоми, језгра и сама материја бити растргани све већом експанзијом у такозваном Великом расцепу.

### Религијска и филозофска тумачења
Као опис порекла универзума, Велики прасак има значајан утицај на религију и филозофију. Као резултат тога, то је постало једно од најживљих области у дискурсу између науке и религије. Неки верују да Велики прасак имплицира креатора, док други тврде да космологија Великог праска чини појам креатора сувишним.